# Phyllophaga chippewa
Phyllophaga chippewa är en skalbaggsart som beskrevs av Saylor 1939. Phyllophaga chippewa ingår i släktet Phyllophaga och familjen Melolonthidae. Inga underarter finns listade i Catalogue of Life.